# Плодожерка яблунева
Плодожерка яблунева (Cydia pomonella) — метелик родини листовійкових; небезпечний шкідник яблуні й груші; самиця відкладає яйця (до 80 штук) на листя, а згодом плоди, з яких її гусениця живиться м'якушем і насінням. Поширена в межах ареалу яблуні й груші. Життєвий цикл комахи вивчали та розробляли засоби захисту від неї врожаю українські ентомологи С. О. Мокржецький та Б. М. Литвинов.

## Біологія
Зимують гусениці, які завершили живлення, у павутинних коконах під відсталою корою, щілинах підпор, у пакувальній тарі, сортувальних приміщеннях, плодосховищах, муміфікованих плодах, рослинних рештках та інших місцях. У молодих садах з гладенькою корою на деревах значне число гусениць зимує у верхньому (до 3 см) шарі ґрунту, переважно біля кореневої шийки. Заляльковування починається за температури понад 10 °С (поріг розвитку). Заляльковування гусениць популяції триває 35 — 40 діб. Ця розтягнутість характерна і для наступних стадій розвитку. Навесні на розвиток лялечки потрібно 14 — 20, улітку — 12 — 16 діб. Початок льоту відбувається при досягненні суми ефективних температур 100—130 °С і часто збігається із закінченням цвітіння яблуні. Інтенсивний літ метеликів відбувається від 19 до 24 години в тиху суху погоду за температури не нижче 15 °С. Метелики живляться краплинною вологою. Статеве дозрівання самок триває 2 — 3 доби, після чого вони починають виділяти феромони, які приваблюють самців. Через 2 — 3 доби після спарювання починається відкладання яєць. Яйця самки відкладають по одному на листя й плоди. Як було встановлено, до 62 — 68 % яєць яблунева плодожерка відкладає на периферійній частині крони дерев.
Плодючість — 60 — 120 яєць. Ембріональний розвиток першої генерації триває 9 — 12, другої — 7—9 діб. Відродження гусениць починається при досягненні суми ефективних температур 230 °С з відхиленням в окремі роки від 190 до 280 °С. Гусениці деякий час тримаються на поверхні плода, потім вгризаються в м'якуш, заплітаючи вхідний отвір павутиною і недогризками. Живлячись під шкірочкою плода 2 — 3 доби, гусениця вигризає невелику камеру, в якій вперше линяє. Після цього прогризає звивистий хід, в якому линяє вдруге. Третє линяння відбувається в насінній камері, де гусениця живилась насінням. Після цього вона переходить у другий, а іноді й у третій плід. Живлення триває на півдні 21 — 23 доби, у Лісостепу — 25 — 30 діб, на півночі ареалу — до 40 діб. У п'ятому віці залишає плід і коконується. У Поліссі й Передкарпатті більша частина гусениць впадає в діапаузу до весни і тільки 10 — 15 % особин заляльковується і дає друге покоління. В Лісостепу і Закарпатті в друге покоління переходить 30 — 40 % гусениць, а в степовій зоні та Криму — 60 — 80 %. Повний розвиток двох поколінь можливий при забезпеченні температури 1400—1500 °С (при порозі 10 °С). У всіх регіонах заляльковування припиняється 10 — 12 серпня, що зумовлено зменшенням тривалості світлового дня до 14 — 15 год, який відіграє основну роль у регулюванні діапаузи. Ходи гусениць у плодах заповнюються бурими сухими екскрементами. Пошкоджені плоди обпадають. Гусениці першого покоління пошкоджують 2 — 3, другого — 1 — 2 плоди. Як показали розрахунки, проведені в умовах Харківської області, з урахуванням усіх особливостей розвитку і виживання шкідника потомство від однієї пари метеликів при двох поколіннях може пошкодити від 700 до 900 плодів яблуні.

## Галерея

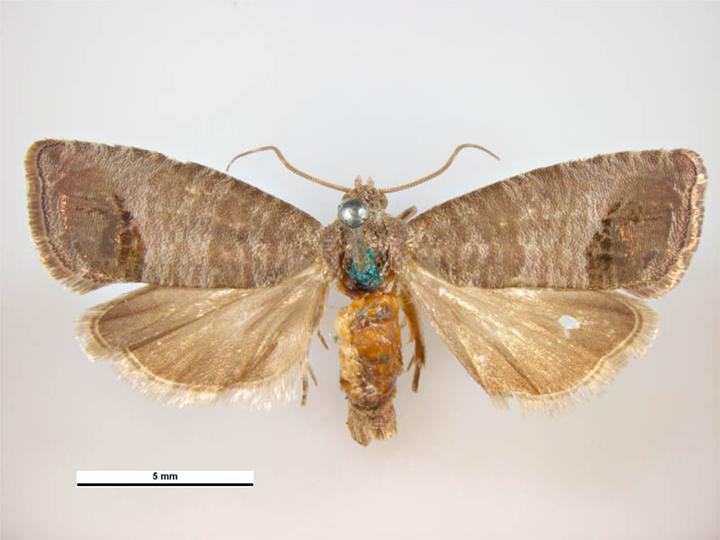
Самиця, вид згори
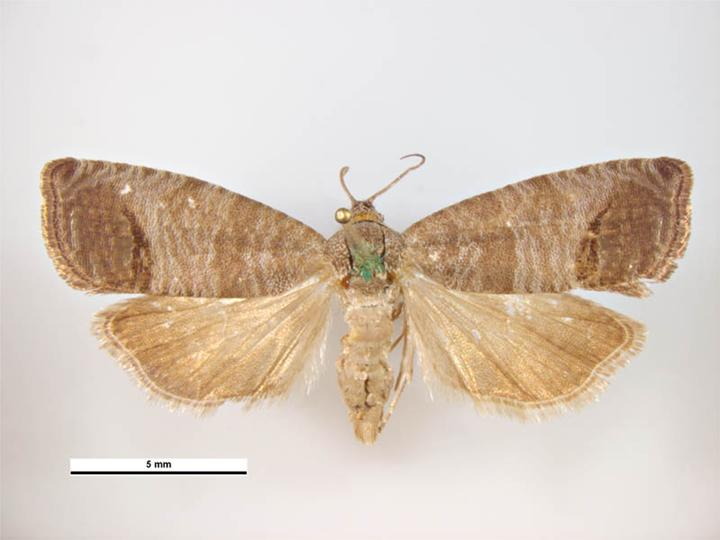
Самець, вид згори
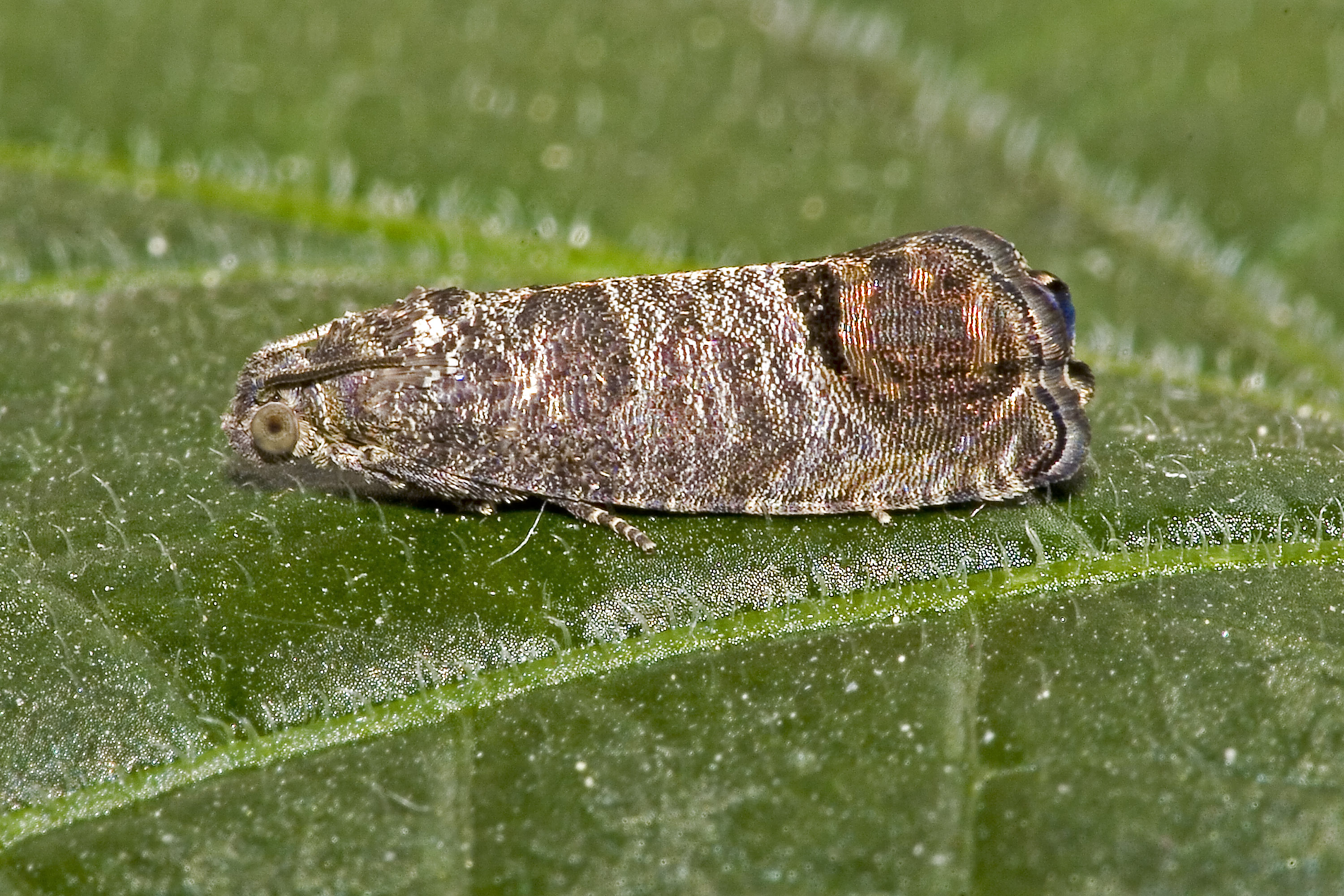
Доросла особина
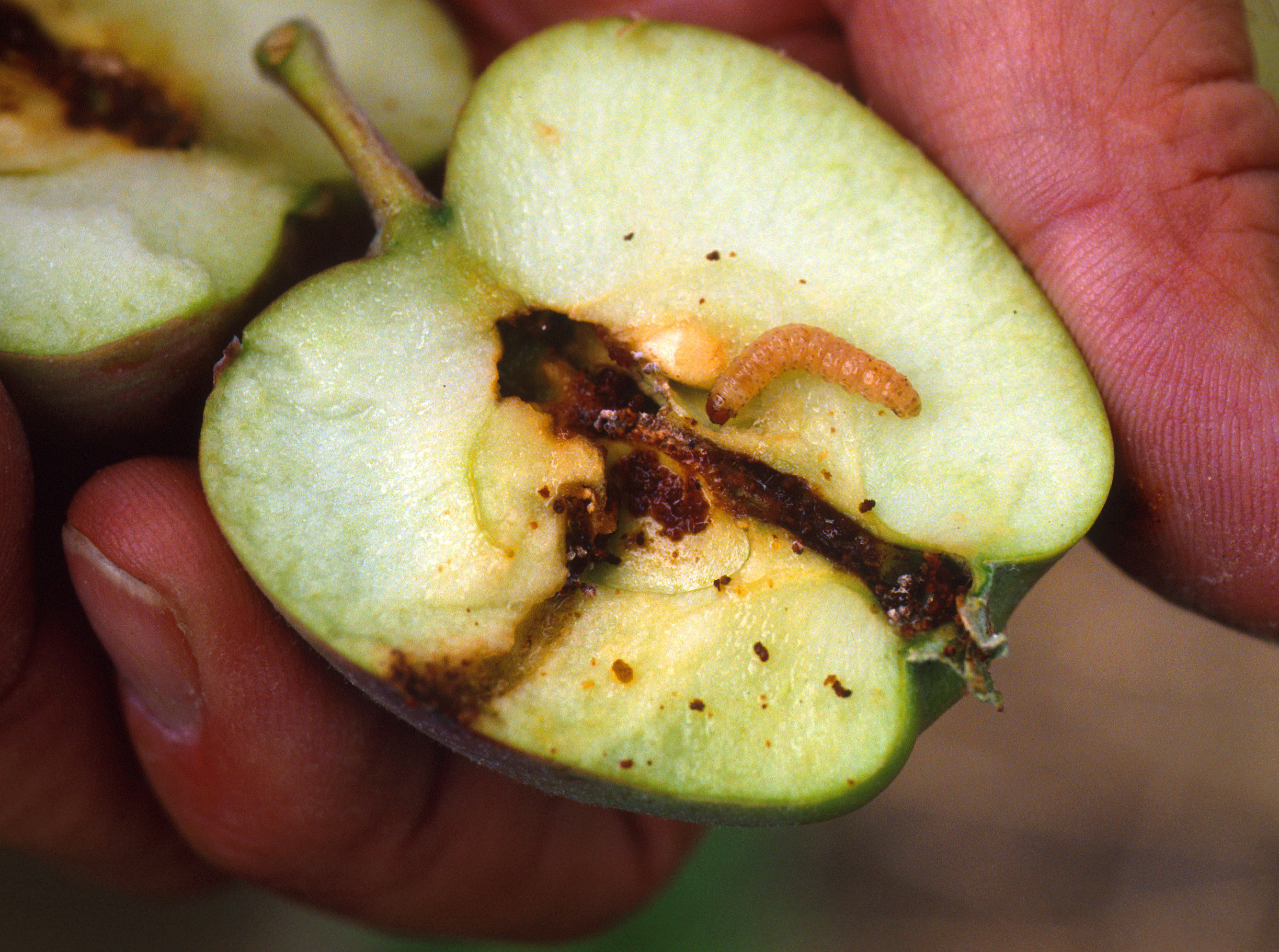
Гусінь